# 서울세종고등학교
서울세종고등학교(서울世宗高等學校)는 대한민국 서울특별시 강남구 수서동에 위치한 강남 8학군 사립 고등학교이다.

## 학교 연혁
- 1945년 5월 : 학교법인 서울여자학원 설립
- 1958년 12월 : 수도여자사범대학 부속고등학교 설립
- 1959년 4월 : 초대 교장 최옥자 박사 취임
- 1962년 3월 : 고등학교 신입생 3학급 180명 입학
- 1966년 8월 : 충무로 2가에서 군자동 교사로 이전함
- 1971년 11월 : 학칙변경 남녀공학(학년당 8학급씩 24학급)
- 1972년 5월 : 학교법인 서울여자학원에서 대양학원으로 변경
- 1979년 9월 : 서울세종고등학교로 교명 개칭
- 1987년 2월 : 군자동 교사에서 수서동 현 교사로 이전
- 2010년 10월 : 새빛관(학교식당) 준공
- 2011년 2월 : 도서관 확장 이전
- 2011년 6월 : 자기장학실, 탐구학습실 설치
- 2020년 9월 : 제15대 교장 최윤희 선생 취임
- 2023년 2월 : 제59회 졸업생 181명 배출(총 22,725명 배출)

## 참고 자료
- 서울세종고등학교 - 한국교육학술정보원 학교알리미